# Subarnapur (district)
Subarnapur of Sonepur is een district van de Indiase staat Odisha. Het district telt 540.659 inwoners (2001) en heeft een oppervlakte van 2284 km². Het gelijknamige Subarnapur (of Sonepur) fungeert als het bestuurlijke centrum.
De rivier de Mahanadi maakt in het district een ruime bocht en verandert hier zijn stroomrichting van zuid naar oost.